# 霍拉蒂乌·马拉埃雷
霍拉蒂乌·马拉埃雷（Horaţiu Mălăele，1952年8月1日—）是一位罗马尼亚电影导演、演员和编剧。代表作为2008年的电影《无声婚礼》。

## 生平
1952年他出生于罗马尼亚奥尔特。
18歲時因深受戲劇的感動與影响，以戲劇為职业理想，進入卡拉迦列（IL Caragiale）戲劇電影藝術學院学习。就读時表現優異，常有惊人的創意演出。1974年開始活躍於劇場和影壇，演出了40多部作品。1999年他开始嘗試当導演，拍過幾集電視劇。2004拍了電視喜劇《Palaria》。

## 电影
- 2002年，每天上帝都会亲吻我们，演员
- 2004年，Palaria，导演
- 2008年，《无声婚礼》（Nunta muta），导演、编剧